# Staartbandnachtzwaluw
De staartbandnachtzwaluw (Nyctiprogne leucopyga) is een vogel uit de familie Caprimulgidae (nachtzwaluwen).

## Verspreiding en leefgebied
Deze soort komt voor in Zuid-Amerika en telt vijf ondersoorten:
- N. l. exigua: oostelijk Colombia en zuidelijk Venezuela.
- N. l. pallida: noordoostelijk Colombia en westelijk en centraal Venezuela.
- N. l. leucopyga: oostelijk Venezuela, de Guiana's en noordelijk Brazilië.
- N. l. latifascia: zuidelijk Venezuela.
- N. l. majuscula: noordoostelijk Peru, noordelijk en oostelijk Bolivia en westelijk en centraal Brazilië.